# Wernoryctes werneri
Wernoryctes werneri är en skalbaggsart som beskrevs av Roger Paul Dechambre 1999. Wernoryctes werneri ingår i släktet Wernoryctes och familjen Dynastidae. Inga underarter finns listade i Catalogue of Life.